# Clorur d'acil
|  | Aquest article tracta sobre el grup funcional. Vegeu-ne altres significats a «Clorur d'acetil». |

Un clorur d'acil o clorur d'àcid és un compost orgànic amb el grup funcional {\displaystyle {\ce {-C(=O)-Cl}}}. Els clorurs d'acil formen el conjunt més important d'halurs d'acil.
Els clorurs d'acil són substàncies altament reactives utilitzades principalment en síntesis orgàniques per introduir el grup acil. Reaccionen amb aigua, amoníac i alcohols per donar àcids carboxílics, amides i èsters, respectivament. La majoria dels clorurs d'acil són líquids insolubles en aigua.

## Història

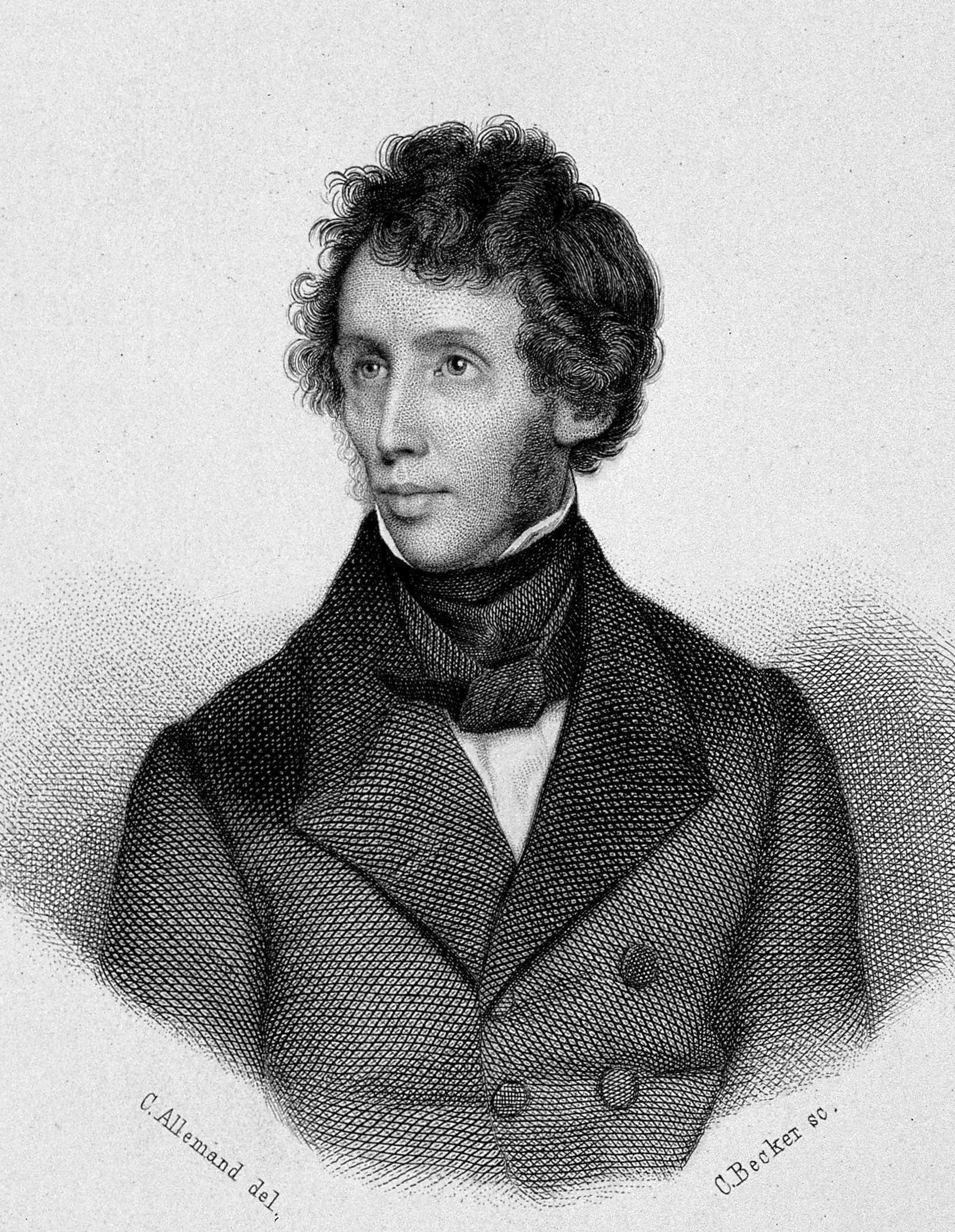
Friedrich Wöhler
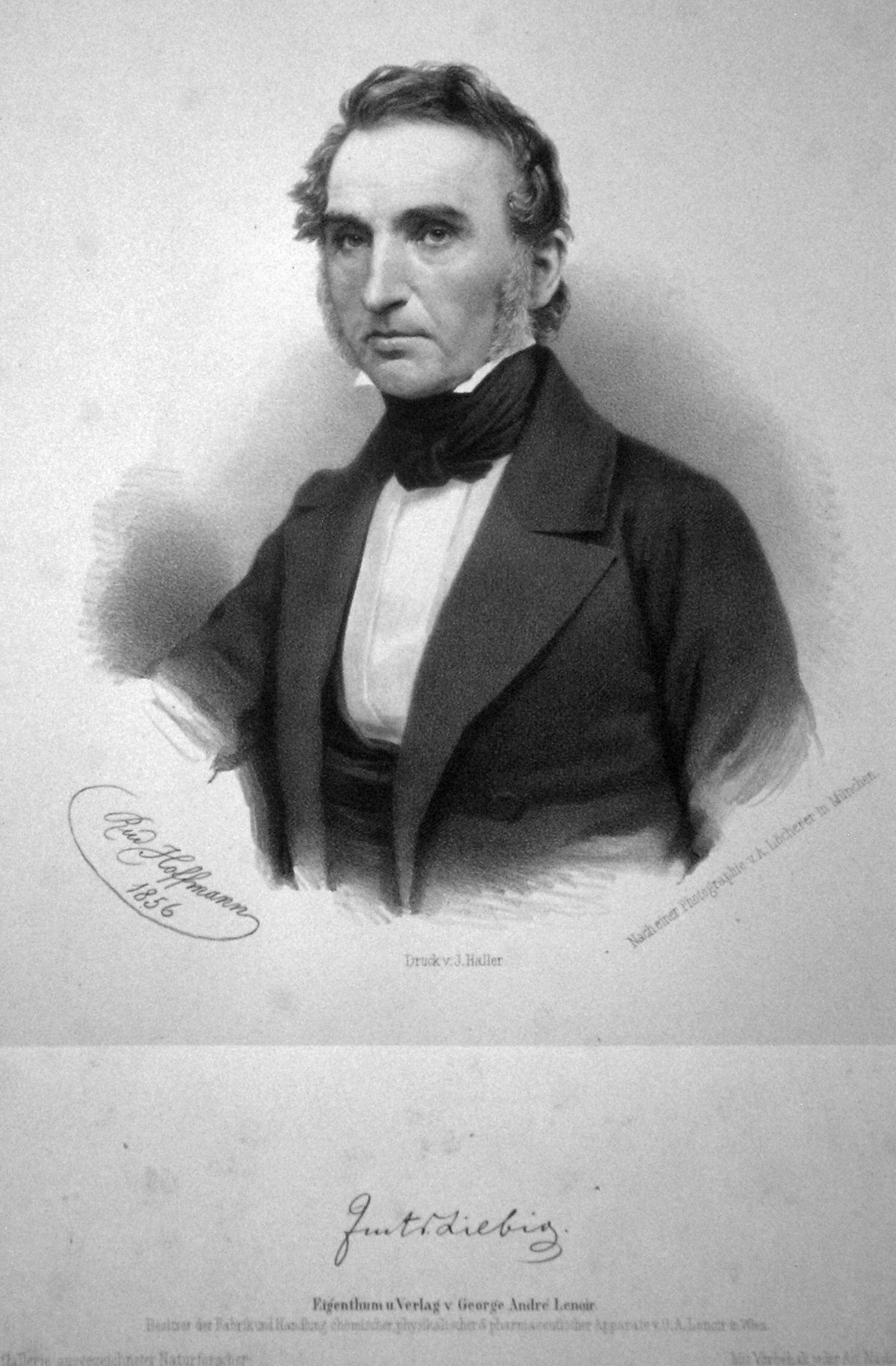
Justus von Liebig

El químic francès August André Cahours (1813–1891) preparà clorurs d'àcid mitjançant la reacció d'àcids amb pentaclorur de fòsfor {\displaystyle {\ce {PCl5}}}. El francès Charles Frédéric Gerhardt (1816–1856) emprà oxiclorur de fòsfor {\displaystyle {\ce {POCl3}}} i Antoine Béchamp (1816–1908) triclorur de fòsfor {\displaystyle {\ce {PCl3}}}. Tanmateix, el primer clorur d'àcid carboxílic en ser sintetitzat fou el clorur de benzoïl {\displaystyle {\ce {C6H5-COCl}}}, el 1832 per part dels químics alemanys Friedrich Wöhler (1800–1882) i Justus von Liebig (1803–1873).

## Nomenclatura

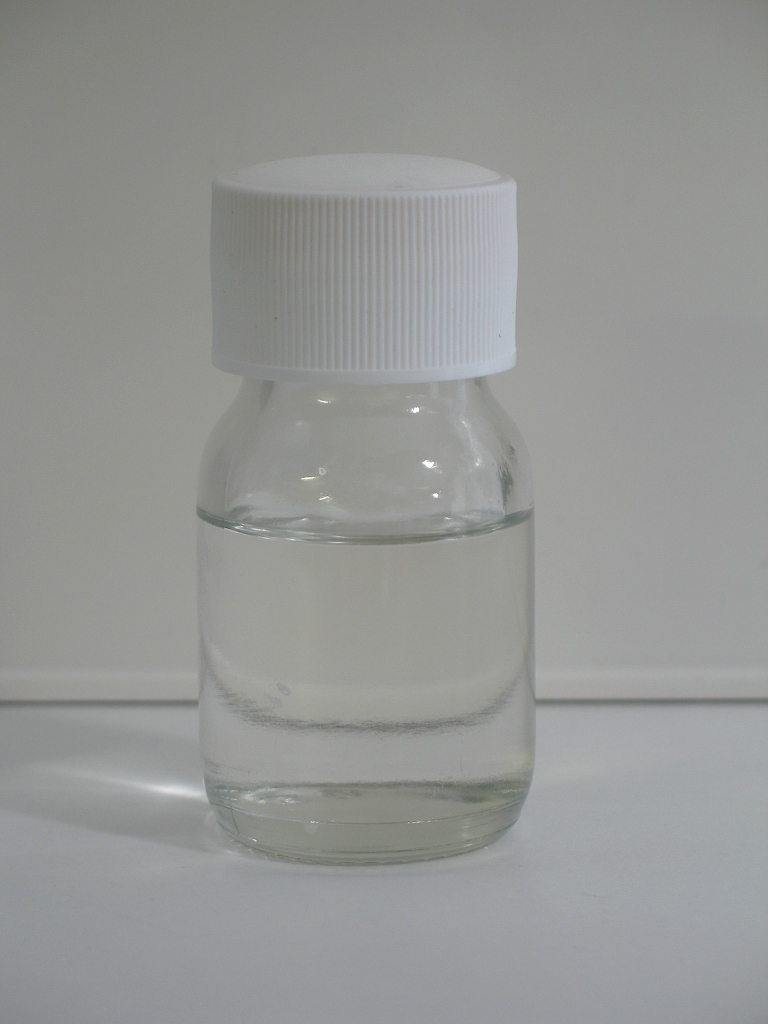
Clorur d'acetil CH3-COCl.

Els clorurs d'àcid s'anomenen esmentant el nom «clorur», precedit per un prefix multiplicador, si és necessari, i seguit de la preposició adequada i el nom del grup acil. Per exemple: clorur d’acetil {\displaystyle {\ce {CH3-COCl}}}, clorur de butanoïl {\displaystyle {\ce {CH3-CH2-CH2-COCl}}}, diclorur de malonil {\displaystyle {\ce {Cl-CO-CH2-CO-Cl}}}, etc.
Si hi ha un grup amb prioritat per a ser esmentat com a grup principal o si es troba enllaçat a un grup substituent, el clorur d’acil s'expressa mitjançant el prefix «clorocarbonil-». Exemples: àcid (clorocarbonil)acètic, 2-(clorocarbonil)benzoat d’etil.

## Propietats
Aquests compostos donen reaccions de substitució nucleòfila amb molta facilitat i són utilitzats en reaccions d'acilació (com la de Frieldel-Crafts).

### Reacció amb àcids carboxílics

Reacció d'un clorur d'acil amb un àcid carboxílic.

Els clorurs d'acil reaccionen amb els àcids carboxílics i formen anhídrids d'àcid. Quan es fa servir aquesta reacció amb fins preparatius s'afegeix una base orgànica feble, com la piridina {\displaystyle {\ce {C5H5N}}}. La piridina és un catalitzador de la reacció i també es comporta com base per neutralitzar el clorur d'hidrogen que es forma.

Reacció d'un halur d'acil amb un alcohol.

### Reacció amb alcohols
Els clorurs d'acil reaccionen amb els alcohols {\displaystyle {\ce {R-OH}}} per formar èsters {\displaystyle {\ce {R-O-R'}}}. En general, la reacció es fa en presència d'una base com la piridina {\displaystyle {\ce {C5H5N}}} per neutralitzar el clorur d'hidrogen {\displaystyle {\ce {HCl}}} format.

Reacció d'un clorur d'acil amb amoníac.

### Reacció amb amoníac i amines
Els clorurs d'acil reaccionen amb amoníac {\displaystyle {\ce {NH3}}} i amb amines {\displaystyle {\ce {R-NH2}}} per formar amides {\displaystyle {\ce {R-CONH2}}}. En general s'hi afegeix una base, com a hidròxid de sodi {\displaystyle {\ce {NaOH}}}, perquè reaccioni amb el clorur d'hidrogen {\displaystyle {\ce {HCl}}} produït.

### Hidròlisi

Reacció d'un clorur d'acil amb aigua (hidròlisi).

Els clorurs d'acil reaccionen amb aigua per formar àcids carboxílics. En medi bàsic, l'àcid es converteix en la seva sal, un carboxilat. La reacció té poc valor preparatiu, perquè gairebé sempre el clorur d'acil es prepara a partir de l'àcid carboxílic, i no pas al contrari.

## Síntesi

### Processos industrials
El procés industrial d'obtenció del clorur d'acetil és mitjançant el tractament de l'anhídrid acètic amb clorur d'hidrogen.

### Mètodes de laboratori

Síntesi d'un clorur d'acil mitjançant la reacció d'un àcid amb clorur de tionil.

Síntesis del clorur d'acetil emprant triclorur de fòsfor.

Al laboratori es tracten els corresponents àcids amb clorur de tionil {\displaystyle {\ce {SOCl2}}}, triclorur de fòsfor {\displaystyle {\ce {PCl3}}} i pentaclorur de fòsfor {\displaystyle {\ce {PCl5}}}:
{\displaystyle {\ce {RCOOH + SOCl2 -> RCOCl + SO2 + HCl}}}{\displaystyle {\ce {3 RCOOH + PCl3 -> 3 RCOCl + H3PO3}}}{\displaystyle {\ce {RCOOH + PCl5 -> RCOCl + POCl3 + HCl}}}